# Mae sue
Mae sue, är en gudinna inom thailändsk folktro.
Hon är bebisarnas beskyddare. Varje nyfött spädbarn blir "köpt" av Mae sue som sedan fungerar som dess beskyddare. Hon är dock inte enbart en god ande utan kan också vara ansvarig för sjukdom hos spädbarnet. Varje veckodag har sin egen Mae sue.